# Masjed Soleyman
Masjed Soleyman, eller Masjed-e Soleyman, (persiska مَسجِد سُلِیمان), även Masjedsoleyman (مَسجِدسُلِیمان), är en stad i provinsen Khuzestan i västra Iran. Folkmängden uppgår till cirka 100 000 invånare. Majoriteten av stadens befolkning är bakhtiaris.
Staden är administrativt centrum för delprovinsen (shahrestan) Masjed Soleyman
Masjed Soleyman var en av de första städerna i Mellanöstern där britterna började söka efter olja. Den 26 maj 1908 hittade engelsmannen William Knox D'Arcy den första oljefyndigheten i Mellanöstern vid staden. Idag är Iran den näst största oljeproducenten i Mellanöstern efter Saudiarabien.

## Personer från Masjed Soleyman
- Mohsen Rezaee, iransk politiker, ekonom, och tidigare militärbefälhavare
- Mehran Karimi Nasseri, iransk flykting som bodde i avgångshall 1 på Charles de Gaulle-flygplatsen i Paris, Frankrike mellan 8 augusti 1988 och juli 2006